# Я сексуально идентифицирую себя как боевой вертолёт
«Я сексуально идентифицирую себя как боевой вертолёт» (англ. I Sexually Identify as an Attack Helicopter) — рассказ на английском языке в жанре боевой фантастики, написанный   Изабель Фолл и опубликованный в 2020 году в журнале Clarkesworld Magazine. Финалист премии «Хьюго» за лучшую короткую повесть в 2021 году под заголовком «Helicopter Story» (с англ. — «История о вертолёте»).
Изначальный заголовок рассказа повторяет интернет-мем, высмеивающий и пародирующий трансгендерные идентичности. Главной героиней рассказа является военнослужащая Барб, которая проходит хирургическую коррекцию пола и получает гендер «боевой вертолёт», чтобы улучшить её навыки пилотирования. Автор рассказа написала его с целью высмеять изначальный мем, но читатели не поняли намерение, и она подверглась критике в соцсетях.
Обсуждение этого рассказа в социальных сетях вызвало много споров вокруг тем свободы слова и культуры отмены.

## Сюжет
Действие рассказа происходит в будущем.
Вследствие изменения климата Земля разогревается, что приводит к дестабилизации политической обстановки в мире.
США ведут войну с Планово-Финансовой Комиссией Грушевой Месы — бывшим кредитным кооперативом, чей искусственный интеллект на основе нейросетей был переориентирован на помощь климатическим беженцам и разросся в государственное образование на территориях штатов Калифорния и Невада.
Главная героиня рассказа — американская военнослужащая по имени Со Джи Хи, которой в армии была присвоена гендерная идентичность «боевой вертолёт», чтобы улучшить её навыки пилотирования.
Со Джи Хи, получившая позывной «Барб» (Barb — «колючка»), и её напарник, стрелок «Аксис» (Axis — «ось») хирургически встроены в кабину вертолёта вымышленной модели «Boeing AH-70 Apache Mystic».
В начале рассказа они летят над пустыней Мохаве, пока не находят свою цель — здание школы.
Аксис разрушает его ракетой, и они с Барб отправляются в обратный путь, уходя от преследующего их вражеского истребителя.
После уничтожения школы у Аксиса случается приступ вертолётно-гендерной дисфории, но Барб успокаивает его.
Сцены выполнения боевого задания и ухода от погони перемежаются рассуждениями Барб о вертолётном гендере.
Она упоминает «клиторальную выпуклость кабины на носу вертолёта», утверждает, что убивает по той же причине, по которой раньше выщипывала брови, и чувствует себя голой, когда чрезмерная скорость полёта срывает с её вертолёта защитное поле.

## История

### Предыстория
Мем появился в 2014 году на форумах игроков в компьютерную игру Team Fortress 2, а впоследствии распространился на сайты Reddit и 4chan.
Он представлял собой абзац текста, в котором говорящий утверждал, что сексуально идентифицирует себя как американский боевой вертолёт «Апач».
Мем высмеивал и пародировал утверждения трансгендерных людей об их гендере и гендерной идентичности.
Текст мема в переводе:

Я сексуально идентифицирую себя как боевой вертолёт. С самого детства я мечтал, как буду парить над нефтяными месторождениями, сбрасывая горячие липкие заряды на мерзких иностранцев. Мне говорят, что человек не может быть вертолётом, и я долбоёб, но мне пофиг, я красавчик. Сейчас пластический хирург устанавливает на моё тело лопасти, пушки калибром 30 мм и ракеты AGM-114 «Хеллфайр». Отныне я требую, чтобы меня называли «Апач» и уважали моё право убивать людей с высоты просто так. А если вы не принимаете меня, то вы вертофоб, и посмотрите лучше на свои транспортные привилегии. Спасибо за понимание.
Оригинальный текст (англ.)I sexually identify as an Attack Helicopter. Ever since I was a boy I dreamed of soaring over the oilfields dropping hot sticky loads on disgusting foreigners. People say to me that a person being a helicopter is impossible and I'm fucking retarded but I don't care, I'm beautiful. I'm having a plastic surgeon install rotary blades, 30 mm cannons and AMG-114 Hellfire missiles on my body. From now on I want you guys to call me "Apache" and respect my right to kill from above and kill needlessly. If you can't accept me you're a heliphobe and need to check your vehicle privilege. Thank you for being so understanding.

Мем обычно использовался для того, чтобы делегитимизировать трансгендерных людей, и, как отмечало издание Wired, определённому типу пользователей Интернета этот мем показался «неимоверно смешным».Психологи Квинслендского технологического университета в 2016 году опубликовали статью, в которой исследовали «некоторые ключевые демографические характеристики людей, идентифицирующихся как неодушевлённые объекты, использующиеся в современных военных действиях» на примере выборки из 20 человек в анонимном интернет-опросе под названием «Австралийский половой опрос» (Australian Sex Survey). Они пришли к выводу, что идентифицирующиеся как боевые вертолёты люди делятся на подгруппы «инцелов» и «троллей» и обычно являются холостыми мужчинами европеоидной расы, имеющими среднее образование, доход от низкого до среднего и некоторую долю негетеросексуальных устремлений.

### Рассказ Фолл
К 2020 году мем в значительной степени утратил новизну.
Но в это время начинающая писательница под псевдонимом Изабель Фолл, идентифицирующая себя как «трансгендерная женщина, не совершившая каминг-аута», решила «немного уменьшить силу крайне оскорбительного мема по [...] очень личной причине».
Она написала небольшой фантастический рассказ под названием «Я сексуально идентифицирую себя как боевой вертолёт», в котором идея вертолётного гендера доводилась до абсурда.
Своим рассказом она планировала устроить «поисковую бомбу», то есть добиться того, чтобы поисковики в интернете в ответ на запросы о меме выводили её рассказ, а не сам мем.
1 января 2020 года рассказ был опубликован в 160-м выпуске ежемесячного американского интернет-журнала фантастики и фэнтези Clarkesworld Magazine.
Заметка о биографии автора наряду с рассказом говорила «Изабель Фолл родилась в 1988 году».
Поначалу комментарии читателей были положительными, однако вскоре рассказ привлёк внимание людей, которым показалось подозрительным название, представлявшее собой, как они знали, трансфобный мем.
Они предположили, что автор — провокатор.
Попытка выяснить, кто такая Изабель Фолл, провалилась: у неё не было ни страниц в соцсетях, ни других опубликованных произведений.
Всё это убедило подозрительно настроенных читателей, что Фолл — не существующий реально человек, а личина для тролля.
На Твиттере, который в США в 2020 году имел главным образом левую аудиторию, началась волна травли автора, которую обвинили в оскорблении чувств транс-людей.
Ей приписывали праворадикальный экстремизм, а в годе рождения усматривали закодированную подпись белого националиста по аналогии с 14/88.
Саму Фолл, по её словам, больше всего задело не столько предположение, что она — трансфобный праворадикальный тролль, сколько попытки «установить её личность» по тексту.
Женщины нередко обвиняли «Изабель Фолл» в том, что она, должно быть, на самом деле мужчина, поскольку женщина никогда бы ничего подобного не написала.
Американская писательница Аринн Дембо критиковала рассказ в таких выражениях: «Повествование о трансгендерном переходе, о женской жизни и сексе, а также о женских посттравматических реакциях выглядит плоско и фальшиво [...] как изложение гендерной теории после проведения получаса в Википедии. [...] Я открыто заявляю, что этот рассказ не выглядит так, будто его написала цисгендерная или трансгендерная женщина. Он выглядит так, будто „Изабель Фолл“ — цисгендерный натурал. [...] Скорее всего, белый мужик».
Фолл позже заявила в интервью: «Больше всего мне хотелось, чтобы люди говорили: „Этот рассказ написан женщиной, которая понимает, что такое быть женщиной“. Очевидно, меня в этом постигла огромная неудача».
Враждебные комментарии настолько дестабилизировали психическое состояние автора и так усилили её гендерную дисфорию, что она с мыслями о самоубийстве попала в психиатрическую больницу, а впоследствии отказалась от намерения стать женщиной.

### Удаление рассказа
13 (по другим данным — 15) января 2020 года главный редактор журнала «Clarkesworld» Нил Кларк убрал рассказ с сайта, а затем опубликовал длинное извинение.
Кларк писал, что рассказ был убран по просьбе автора, которая из-за травли оказалась в больнице.
Он также заверял читателей, что рассказ не является троллингом, что автор — транс-женщина, и что до публикации рассказ был вычитан специальными людьми на предмет оскорбления трансгендерных чувств, и эти люди не нашли в тексте ничего трансфобного.
Кларк заявлял также, что недостаточно внимательно отнёсся к проверке рассказа на оскорбительность, и ему стоило нанять больше вычитывальщиков, чтобы не допустить подобного.
Писательница Нора Джемисин отмечала, что она довольна снятием рассказа с публикации, и заявляла: «Не всякое искусство хорошо. Иногда оно вредит. Да, для авторов из угнетённых меньшинств действует более высокий стандарт, чем для остальных, и это плохо, но… но это потому, что мы лично знаем, что такое оскорбление, это нам близко. Люди искусства должны стремиться не причинять подобного вреда».
Джемисин позже признала, что не читала рассказ.
Либеральный журналист Джесси Сингал, со своей стороны, раскритиковал решение Кларка извиниться перед общественностью: «[Кларк] решил поддержать идею о том, что рассказ плохой, раз люди им оскорбились. [...] Он полностью поддерживает мнение истеричных интернет-критиков… [...] Но нигде в его заявлении, состоящем из почти 1400 слов, вы не найдёте чёткого объяснения, почему же всё-таки рассказ плох».
Впоследствии некоторые обозреватели отмечали, что скандал вокруг рассказа стал «примером того, как левые пожирают своих». При этом задуманная автором «поисковая бомба» частично удалась — поисковики действительно стали выводить ссылки на рассказ Фолл и статьи о ней, но, как отмечало американское сетевое издание The Verge, «это вряд ли сделало поисковые результаты более позитивными».

### Номинация на премию «Хьюго»
В 2021 году рассказ стал финалистом премии «Хьюго» за лучшую короткую повесть под названием «История о вертолёте» (англ. Helicopter Story). После номинации в американских соцсетях развернулась новая волна критики, на этот раз направленной на Кларка, — за то, что в первый раз сделал недостаточно для защиты угнетаемого автора.

## Комментарии
1. ↑  В оригинале «sticky hot loads» означает также «горячие липкие порции спермы».